# Anja Weber (Badminton)
Anja Weber (* 5. Februar 1976) ist eine deutsche Badmintonspielerin.

## Karriere
Anja Weber gewann in den letzten Jahren der Existenz des DDR-Federballverbandes zahlreiche Medaillen bei Nachwuchsmeisterschaften. Ihre Erfolgsserie riss auch in der Bundesrepublik nicht ab. 1999 und 2000 gewann sie Bronze bei den deutschen Einzelmeisterschaften. Mit dem BC Eintracht Südring Berlin wurde sie 2001 deutscher Mannschaftsmeister.

## Sportliche Erfolge
| Saison    | Veranstaltung                     | Disziplin   | Platz | Name |
| --------- | --------------------------------- | ----------- | ----- | --- |
| 1987/1988 | DDR-Einzelmeisterschaft AK 10/11  | Mixed       | 1     | Conrad Hückstädt / Anja Weber (Empor Brandenburger Tor Berlin) |
| 1987/1988 | DDR-Einzelmeisterschaft AK 10/11  | Dameneinzel | 3     | Anja Weber (EBT Berlin) |
| 1987/1988 | DDR-Einzelmeisterschaft AK 10/11  | Damendoppel | 2     | Sandra Otto / Anja Weber (Chemie Zwenkau / EBT Berlin) |
| 1988/1989 | DDR-Einzelmeisterschaft AK 12/13  | Mixed       | 3     | Conrad Hückstädt / Anja Weber (EBT Berlin) |
| 1988/1989 | DDR-Einzelmeisterschaft AK 12/13  | Damendoppel | 3     | Zubrinna / Anja Weber (Rotation Erfurt / EBT Berlin) |
| 1988/1989 | DDR-Einzelmeisterschaft AK 12/13  | Dameneinzel | 3     | Anja Weber (EBT Berlin) |
| 1989/1990 | DDR-Einzelmeisterschaft AK 12/13  | Mixed       | 1     | Conrad Hückstädt / Anja Weber (Empor Brandenburger Tor) |
| 1989/1990 | DDR-Einzelmeisterschaft AK 12/13  | Dameneinzel | 1     | Anja Weber (Empor Brandenburger Tor Berlin) |
| 1989/1990 | DDR-Einzelmeisterschaft AK 12/13  | Damendoppel | 1     | Anja Weber / Sandra Otto (EBT Berlin / Chemie Zwenkau) |
| 1992/1993 | Deutsche Einzelmeisterschaft U22  | Damendoppel | 2     | Katja Michalowsky (TSV Glinde) / Anja Weber (VfL Berliner Lehrer) |
| 1992/1993 | Deutsche Einzelmeisterschaft U18  | Damendoppel | 2     | Anja Weber (VfL Berliner Lehrer) / Katja Michalowsky (TSV Glinde) |
| 1995/1996 | Deutsche Einzelmeisterschaft U22  | Mixed       | 2     | Sebastian Ottrembka (VfL Berliner Lehrer) / Anja Weber (BC Eintracht Südring Berlin) |
| 1996/1997 | Deutsche Einzelmeisterschaft U22  | Mixed       | 2     | Sebastian Ottrembka (VfL Berliner Lehrer) / Anja Weber (BC Eintracht Südring Berlin) |
| 1998/1999 | Deutsche Hochschulmeisterschaften | Mixed       | 1     | Boris Reichel / Anja Weber (DSHS Köln / HU Berlin) |
| 1998/1999 | Deutsche Einzelmeisterschaft      | Mixed       | 3     | Joachim Tesche / Anja Weber (TuS Wiebelskirchen / BC Eintracht Südring Berlin) |
| 1999/2000 | Deutsche Einzelmeisterschaft      | Damendoppel | 3     | Sandra Beißel (Remscheid) / Anja Weber (BC Eintracht Südring Berlin) |
| 1999/2000 | Deutsche Hochschulmeisterschaften | Mixed       | 1     | Boris Reichel / Anja Weber (DSHS Köln / HU Berlin) |
| 2000/2001 | Deutsche Hochschulmeisterschaften | Dameneinzel | 1     | Anja Weber (HU Berlin) |
| 2000/2001 | Deutsche Hochschulmeisterschaften | Damendoppel | 1     | Anja Weber / Sandra Mirtsching (HU Berlin / Uni Frankfurt) |
| 2000/2001 | Deutsche Mannschaftsmeisterschaft | Mannschaft  | 1     | BC Eintracht Südring Berlin (Vladislav Druzchenko, Karina de Wit, Rikard Magnusson, Lotte Jonathans, Jyri Aalto, Anja Weber, Peter Axelsson, Catrine Bengtsson, Jens Eriksen, Henrik Andersson, Bram Fernardin, Torsten Ost) |
| 2000/2001 | Deutsche Hochschulmeisterschaften | Mixed       | 1     | Boris Reichel / Anja Weber (DSHS Köln / HU Berlin) |
| 2002/2003 | Deutsche Hochschulmeisterschaften | Dameneinzel | 1     | Anja Weber (HU Berlin) |
| 2002/2003 | Deutsche Hochschulmeisterschaften | Damendoppel | 1     | Anja Weber / Katharina Bobeth (HU Berlin / FHTW Berlin) |
| 2002/2003 | Deutsche Hochschulmeisterschaften | Mixed       | 1     | Arndt Vetters / Anja Weber (Uni Mainz / HU Berlin) |
| 2002/2003 | Deutsche Mannschaftsmeisterschaft | Mannschaft  | 2     | BC Eintracht Südring Berlin (Vladislav Druzchenko, Rikard Magnusson, Jyri Aalto, Peter Axelsson, Jens Eriksen, Henrik Andersson, Bram Fernardin, Torsten Ost, Karina de Wit, Lotte Jonathans, Anja Weber, Catrine Bengtsson) |
| 2003/2004 | Deutsche Hochschulmeisterschaften | Dameneinzel | 1     | Anja Weber (HU Berlin) |
| 2003/2004 | Deutsche Hochschulmeisterschaften | Damendoppel | 1     | Anja Weber / Katharina Bobeth (HU Berlin / FHTW Berlin) |
| 2003/2004 | Deutsche Hochschulmeisterschaften | Mixed       | 1     | Boris Reichel / Anja Weber (Deutsche Sporthochschule Köln / HU Berlin) |